# U Božích muk
U Božích muk (původně Boží muka) je první a nejúspěšnější opera českého (plzeňského) skladatele Stanislava Sudy napsaná na libreto Karla Želenského ve slovenštině.

## Vznik a historie díla
Plzeňský skladatel Stanislav Suda byl sice od dětství stižen slepotou, měl však hudební talent i vynikající hudební paměť a v průběhu 90. let 19. století napsal několik skladeb, které na něj upozornily Karla Želenského z plzeňského městského divadla. Ten jej přesvědčil k napsání opery, pro kterou sám dodal libreto. V době po Národopisné výstavě (1895) opět ožil zájem o folklór, a zejména slovenský, proto byl i děj zasazen do prostředí slovenské vesnice a i libreto bylo sepsáno ve slovenštině, byť neodpovídající spisovné normě a stylizované pro české publikum. Vesnický příběh odpovídal představám libretisty i skladatele o folklorizující opeře v duchu Smetany a raného Dvořáka, tragičtější základní příběh však prozrazuje ozvuky verismu. Skladateli chyběla dosud zkušenost s operou i jevištní představivost, U Božích muk proto v podstatě tvoří jen prostý sled hudebních čísel, nicméně půvabných a brzy populárních melodií.
Opera U Božích muk byla provedena poprvé 22. března 1897 v Plzni v režii Karla Veverky a pod taktovkou Antonína Bartáka. Nezvykle již před uvedením byl vydán její klavírní výtah. Opera si získala okamžitou popularitu, brzy ji převzalo Národní divadlo v Praze (premiéra 19. ledna 1898) i české divadlo v Brně (premiéra 17. února 1899). Původně se však nazývala jen Boží muka, nynější název byl použit poprvé při novém plzeňském nastudování 27. listopadu 1918. Byla hojně a úspěšně uváděna, a to i malými a ochotnickými divadly (např. již roku 1900 třebíčskými pěveckými sdruženími Lumír a Vesna). Vícekrát (1907, 1918) se k ní vrátilo Městské divadlo v Plzni, kde se konala i dosud poslední profesionální inscenace, jež měla premiéru 20. prosince 1946 v kombinaci s operou Josefa Bartovského Biskupova neteř.

## Osoby
- Váňa, správce, baryton
- Klopotnica, alt
- Malka, její schovanka, soprán
- Berka, bas
- Samko, tenor
- Lid, děti

## Děj opery
Opera se odehrává v malé slovenské vesnici koncem 19. století.
Vesnický lid je shromážděn u džbánku (sbor Dnes zachujnem z plné hrudi, že Bôh vínka požehnal). Starý dráteník Berka se vrací do své rodné vesnice z cest po Čechách, o kterých sousedům s nadšením vypráví, zejména o svobodomyslnosti českého lidu (árie Krásné sú ty dálné Čechy). To na Slovensku stále panuje útlak pánů a jejich drábů. Zlý správce si chce vzít mladou Malku, k čemuž dopomáhá i Malčina matka Klopotnice. Malka má ale ráda statečného pytláka Samka, a proto prosí Berku o radu (zpěv Berky Poradím, dušička, poradím tobě).
Samek se brzy o Malku se správcem utká a padne do rukou drábům. Malka je nešťastná (árie Rodička Kristova, primluv sa za mňa) a vesničané se chtějí vzbouřit, Berka je však nabádá ke klidu. Připomene správci, že kdysi svedl vesnické děvče, které porodilo nemanželského syna a pak se z hanby a žalu utopilo. Tímto správcovým synem je právě Samek. Správce nyní lituje svého počínání, pytláka Samka jmenuje hajným a svoluje k jeho sňatku s Malkou.

## Nahrávka
Téměř celou operu nahrál roku 1951 pražský rozhlas (v překladu do češtiny). Zpívají (Malka) Drahomíra Tikalová, (Klopotnica) Ludmila Hanzalíková, (Samko) Antonín Votava, (Berka) Karel Kalaš, (Váňa) Bořek Rujan. Pěvecký sbor Čs. rozhlasu v Praze a Pražský rozhlasový orchestr řídí František Dyk. Část této nahrávky (1. až 3. výstup, odpovídající prvnímu odstavci obsahu děje) vydal Radioservis, a.s., roku 2015 na CD „Česká romantická opera“ (CR0782-2).